# Diana Staehly
Diana Staehly (Colonia, 31 de octubre de 1977) es una actriz alemana. 

## Vida y carrera
El entrenamiento de Staehly comenzó en 1997, cuando tomó clases de actuación privadas. En 2000 se formó en el Taller de Actuación de Hollywood en Colonia. En 2001, se mudó a la ciudad de Nueva York y estudió en el Instituto de Cine y Teatro Lee Strasberg. De 2002 a 2006 estudió medios y estudios culturales.
A través de su pasatiempo, Staehly llegó a la serie de RTL Unter Uns, cuando la agencia de casting de la serie buscaba a una actriz talentosa. De 1997 a 2000 interpretó el papel de Susanne "Sue" Sommerfeld en la telenovela. En 2002, asumió un papel en la serie Alerta Cobra. De 2001 a 2006 tuvo un papel en la serie Die Anrheiner y de 2004 a 2012 apareció en la serie de comedia Stromberg como Tanja Steinke y en 2014 en la película homónima. De 2007 a 2015, actuó en la serie ZDF Die Rosenheim-Cops con el papel de la controladora financiera Patrizia Ortmann. En enero de 2012, protagonizó la serie ZDF Die Bergretter en el episodio «Gold Rush», en el personaje de una mujer en avanzado estado de embarazo, Sophie Zeidler. A partir de setiembre de 2016, dio vida a la nueva comisionada principal Anna Maiwald en la serie ZDF Colonia Brigada Criminal, sucediendo a Christina Plate. El rodaje de los episodios de la 13.ª temporada comenzó en enero de 2016 en Colonia. Además, a partir de 2017, interpretó a la actriz principal Anna en Triple Ex. 
Staehly hizo su debut cinematográfico en la comedia alemana Stellungswechsel (2007) junto a Florian Lukas y Sebastian Bezzel. 
Desde 2007, Staehly está casada con el director René Wolter, de quien en 2012 tuvo una hija.

## Filmografía
- 1997-2000: Unter uns (Serie de TV, 23 episodios)
- 2000: Bellezas
- 2001-2006: Die Anrheiner (Serie de TV, 54 episodios)
- 2002-2014: Alarm für Cobra 11 - Die Autobahnpolizei (Serie de TV, 3 episodios)
- 2003: Wilsberg (serie de televisión)
- 2004: Verschollen
- 2004: König von Kreuzberg (serie de TV, 7 episodios)
- 2004-2012: Stromberg (Serie de TV, 46 episodios)
- 2005: Colonia Brigada Criminal
- 2006: Forsthaus Falkenau - Entscheidung in der Savanne
- 2006: Inga Lindström - Sommertage am Lilja-See (película de TV)
- 2006: Rosamunde Pilcher - Sommer der Liebe (película para TV)
- 2007: Stellungswechsel
- 2007: Unter anderen Umständen: Bis dass der Tod euch scheidet
- 2007-2016: Die Rosenheim-Cops (Serie de TV, 247 Episodios)
- 2012: Die Bergretter - Goldrausch
- 2012: Der letzte Bulle - Aller guten Dinge sind drei
- 2012: Die Tote ohne Alibi (película para TV)
- 2014: Stromberg - Der Film
- 2015: Hanna Hellmann (miniserie de TV, 2 episodios)
- 2015: Mein gebrauchter Mann (película para televisión)
- 2016: Bettys Diagnose (Diagnóstico de Bettys) - Turteln und Zwitschern
- 2016: SOKO Stuttgart - Dirty Harry
- desde 2016: Colonia Brigada Criminal (serie de TV, 25 episodios)[4]
- 2017: Triple Ex (serie de TV)